# Madison Kingdon
Madison Kingdon, coniugata Rishel (Phoenix, 20 aprile 1993), è una pallavolista statunitense, schiacciatrice della LOVB Houston.

## Carriera

### Club
La carriera di Madison Kingdon inizia a livello scolastico nella Sunnyslope HS, proseguendo poi a livello universitario, quando entra a far parte della squadra di pallavolo femminile della Arizona, prendendo parte alla NCAA Division I dal 2011 al 2014.
Nella stagione 2015-16 firma il suo primo contratto professionistico, ingaggiata dall'Azərreyl, nella Superliqa azera, aggiudicandosi lo scudetto e venendo premiata come MVP della regular season. Nella stagione seguente approda per un biennio nella V-League sudcoreana con le IBK Altos, trionfando in Coppa KOVO e aggiudicandosi lo scudetto, venendo inoltre premiata come miglior giocatrice delle finali e miglior schiacciatrice, nella sua prima annata.
Nel campionato 2018-19 gioca nella Chinese Volleyball Super League con il Beijing, conquistando ancora uno scudetto, mentre nel campionato seguente approda nella Sultanlar Ligi turca con il Türk Hava Yolları: dopo un quadriennio con la formazione turca, nella stagione 2023-24 viene ingaggiata dal Chieri '76, nella Serie A1 italiana, con cui si aggiudica la Coppa CEV; conclusi gli impegni con le piemontesi, partecipa alla Proliga 2024, in Indonesia, con il Jakarta Popsivo.
Partecipa poi all'Athletes Unlimited 2024, classificandosi al terzo posto e venendo premiata come miglior schiacciatrice, e alla prima edizione della League One Volleyball, indossando la casacca della LOVB Houston, con la quale vince la LOVB Classic.

### Nazionale
Nel 2016, dopo aver fatto in precedenza parte della nazionale under 20, debutta in nazionale maggiore in occasione della Coppa panamericana, vincendo la medaglia di bronzo e venendo premiata come miglior schiacciatrice. Nel 2017 si aggiudica la medaglia d'oro alla Coppa panamericana, bissata nel 2019, e quella di bronzo alla Grand Champions Cup, mentre nel 2018 la medaglia d'oro alla Volleyball Nations League.

## Palmarès

### Club
- Campionato azero: 1

2015-16
- Campionato sudcoreano: 1

2016-17
- Campionato cinese: 1

2018-19
- Coppa KOVO: 1

2016
- LOVB Classic: 1

2025
- Coppa CEV: 1

2023-24

### Nazionale (competizioni minori)
- Coppa panamericana 2016
- Coppa panamericana 2017
- Coppa panamericana 2019

### Premi individuali
- 2014 - All-America Third Team
- 2016 - Superliqa: MVP della regular season
- 2016 - Coppa panamericana: Miglior schiacciatrice
- 2017 - V-League: MVP delle finali play-off
- 2017 - V-League: Miglior schiacciatrice
- 2018 - V-League: MVP 4º round
- 2018 - V-League: Miglior schiacciatrice
- 2024 - Athletes Unlimited Volleyball: Miglior schiacciatrice